# Cas Frares (Santa Maria del Camí)
Cas Frares, antigament sa Vinya de Son Perot Fiol, és una possessió de Santa Maria del Camí situada en el camí de s'Arboçar a Son Verdera. Confronta amb s'Arboçar, Can Moragues, Son Verdera i Son Perot Fiol.
Cas Frares procedeix de l'establiment d'una part de la possessió de Son Perot Fiol o Son Fiol, en el terme d'Alaró. Els frares agustins en foren propietaris fins a la desamortització de 1835. No lluny de les cases, l'any 1833, s'hi varen trobar les restes d'una basílica paleocristiana. Poc després el paviment mosaic va ser destruït pel propietari de la possessió. El 1928 s'hi efectuà una nova excavació en la qual aparegueren sepultures, murs d'edificacions properes i monedes musulmanes, entre altres objectes.